# Cambridge (Maryland)
Cambridge è un comune (city) degli Stati Uniti d'America e capoluogo e città più popolosa della contea di Dorchester nello Stato del Maryland. La popolazione era di 12,326 persone al censimento del 2010.

## Geografia fisica
Secondo lo United States Census Bureau, ha un'area totale di 12,64 mi² (32,74 km²).

## Società

### Evoluzione demografica
Secondo il censimento del 2010, c'erano 12,326 persone.

### Etnie e minoranze straniere
Secondo il censimento del 2010, la composizione etnica della città era formata dal 45,9% di bianchi, il 47,9% di afroamericani, lo 0,4% di nativi americani, l'1,3% di asiatici, il 2,0% di altre razze, e il 2,5% di due o più etnie. Ispanici o latinos di qualunque razza erano il 4,9% della popolazione.